# Ligne de Miskolc à Tornanádaska
La ligne de Miskolc à Tornanádaska ou ligne 94 est une ligne de chemin de fer de Hongrie. Elle relie Miskolc à Tornanádaska.